# Animal (film, 2018)
Pour les articles homonymes, voir Animal (homonymie).
Pour plus de détails, voir Fiche technique et Distribution.
Animal est un film argentin d'Armando Bo sorti en 2018.

## Synopsis
Antonio vit à Mar del Plata avec sa femme et ses enfants. Un problème aux reins l'oblige à demander une greffe, mais les lenteurs du système de santé retardent l'opération. Inquiet pour sa santé, et sûr de son bon droit vis-à-vis d'un système qu'il estime avoir suffisamment servi, Antonio se tourne vers le marché noir et vers un jeune couple qui mettra davantage sa moralité à l'épreuve…,

## Fiche technique
- Titre original : Animal
- Titre international : Animal
- Réalisation : Armando Bo
- Scénario : Armando Bo, Nicolás Giacobone
- Photographie : Javier Julia
- Montage : Pablo Barbieri Carrera
- Musique : Pedro Onetto
- Producteurs : Patricio Alvarez Casado, Armando Bo, Pierluigi Gazzolo, María Luisa Gutiérrez, Axel Kuschevatzky, Matías Levinson, Mili Roque Pitt, Cindy Teperman
- Sociétés de production : Bowfinger International Pictures, MyS Producción, Rebolucion, Telefe, avec l'aide du Instituto Nacional de Cine y Artes Audiovisuales
- Distribution :
  - Argentine : Walt Disney Studios Distribution
  - Amérique latine : VIMN The Americas
  - Reste du Monde : Film Factory Entertainment
- Genre : drame, thriller
- Durée : 112 minutes
- Pays d'origine : Argentine, Espagne
- Langues originales : espagnol
- Format : Couleur - 1.85:1 35 mm - Son Dolby Digital
- Dates de sortie[3] :
  - Argentine : 24 mai 2018
  - Uruguay : 7 juin 2018
  - Pérou : 30 août 2018

## Distribution
- Guillermo Francella : Antonio Decoud
- Carla Peterson : Susuna Decoud
- Gloria Carrá : Josefina Hertz
- Marcelo Subiotto : Gabriel Hertz
- Majo Chicar : Linda Decoud
- Joaquín Flammini : Tomás Decoud